# Shola Lynch
Pour les articles homonymes, voir Lynch.
Shola Lynch, née le 27 août 1966 à Buffalo (New York), est une cinéaste, documentariste, productrice, artiste et ancienne athlète américaine.

## Filmographie partielle

### Comme réalisatrice
- 2004 : Chisholm '72: Unbought & Unbossed
- 2012 : Free Angela Davis and All Political Prisoners
- 2013 : Imagine a Future
- 2013 : Nine for IX (série TV)
- 2014 : We the Economy: 20 Short Films You Can't Afford to Miss

### Comme productrice
- 2001 : Do You Believe in Miracles? The Story of the 1980 U.S. Hockey Team (TV)
- 2003 : Matters of Race (série télévisée)
- 2004 : Chisholm '72: Unbought & Unbossed
- 2006 : American Gangster (série télévisée)
- 2008 : Lessons from Little Rock: A National Report Card (TV)
- 2012 : Free Angela Davis and All Political Prisoners

### Comme actrice
- 1972-1990 : Sesame Street (série télévisée, 12 épisodes) : Shola